# 马化蛟
马化蛟（？—？），清朝人，是一名清朝政治人物。
马化蛟曾于1704年接替王枟任嘉定县知县一职，1705年由黄洽选接任。